# HHVM
힙합 가상 머신(HipHop Virtual Machine, HHVM)은 PHP와 핵 프로그래밍 언어를 위한 실행 엔진의 역할을 하는, JIT 컴파일에 기반한 오픈 소스 가상 머신이다. JIT 컴파일의 원칙을 사용하여 실행된 PHP나 핵 코드는 먼저 최적화된 중간 힙합 바이트코드(HHBC, HipHop bytecode)로 변환되며 그 뒤 동적으로 최적화된 x86-64 기계어로 변환된 다음 네이티브로 실행된다. 이는 젠드 엔진이 PHP 소스 코드를 바이트코드 형태의 역할을 하는 명령 코드로 변환한 다음 젠드 엔진의 가상 CPU에 직접 opcode를 실행하는 PHP의 일반적인 인터프리트 실행 방식과는 대조된다.
HHVM은 페이스북에 의해 개발되었으며 이는 깃허브에 호스팅되는 프로젝트의 소스 코드와 함께한다. PHP 라이선스와 젠드 라이선스로 배포된다.

## 같이 보기
- 패럿 가상 머신

## 내용주
1. ↑  Only the Hack's type-checking (hh_server and hh_client) and code-formatting (hh_format) command-line utilities and daemons bundled together with the HipHop Virtual Machine are written in OCaml.